# Иванай

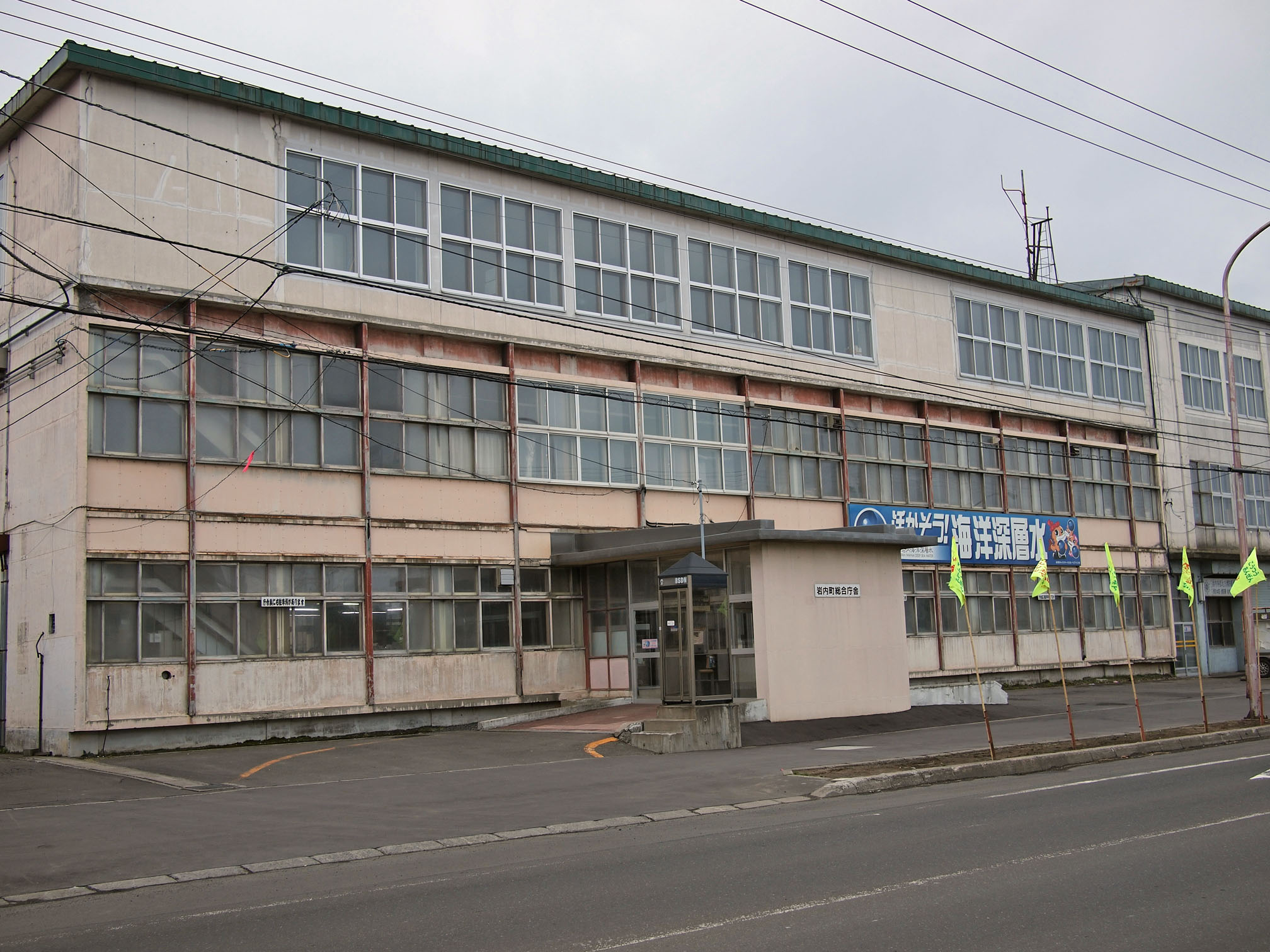
Мэрия посёлка Иванай

Иванай (яп. 岩内町 Иванай-тё:) — посёлок в Японии, находящийся в уезде Иванай округа Сирибеси губернаторства Хоккайдо. Площадь посёлка составляет 70,63 км², население — 13 924 человека (30 июня 2014), плотность населения — 197,14 чел./км².

## Географическое положение
Посёлок расположен на острове Хоккайдо в губернаторстве Хоккайдо. С ним граничат посёлки Кёва, Ранкоси.

## Население
Население посёлка составляет 13 924 человека (30 июня 2014), а плотность — 197,14 чел./км². Изменение численности населения с 1980 по 2005 годы:
| 1980 | 22 373 чел. |  |
| 1985 | 20 892 чел. |  |
| 1990 | 19 372 чел. |  |
| 1995 | 17 895 чел. |  |
| 2000 | 16 726 чел. |  |
| 2005 | 15 744 чел. |  |

## Символика
Деревом посёлка считается Sorbus commixta, цветком — Lespedeza.